# لواء أوراسي
لَّوَّاء أوراسي (الاسم العلمي: Jynx torquilla) (بالإنجليزية: Eurasian Wryneck)‏ هو نوع من الطيور يتبع جنس اللواء من الفصيلة النقارية الحقيقية.